# WKB近似
在量子力學裏，WKB近似是一種半經典計算方法，可以用來解析薛丁格方程式。喬治·伽莫夫使用這方法，首先正確地解釋了阿爾法衰變。WKB近似先將量子系統的波函數，重新打造為一個指數函數。然後，半經典展開。再假設波幅或相位的變化很慢。通過一番運算，就會得到波函數的近似解。

## 簡略歷史
WKB近似以三位物理學家格雷戈尔·文策尔、汉斯·克喇末和萊昂·布里淵姓氏字首命名。於1926年，他們成功地將這方法發展和應用於量子力學。不過早在1923年，數學家哈罗德·杰弗里斯就已經發展出二階線性微分方程式的一般的近似法。薛丁格方程式也是一個二階微分方程式。可是，薛丁格方程式的出現稍微晚了兩年。三位物理學家各自獨立地在做WKB近似的研究時，似乎並不知道這個更早的研究。所以物理界提到這近似方法時，常常會忽略了杰弗里斯所做的貢獻。這方法在荷蘭稱為KWB近似，在法國稱為BWK近似，只有在英國稱為JWKB近似。

## 數學概念
一般而言，WKB近似專門計算一種特殊微分方程式的近似解。這種特殊微分方程式的最高階導數項目的係數是一個微小參數{\displaystyle \epsilon \,\!}。給予一個微分方程式，形式為
{\displaystyle \epsilon {\frac {d^{n}y}{dx^{n}}}+a(x){\frac {d^{n-1}y}{dx^{n-1}}}+\cdots +k(x){\frac {dy}{dx}}+m(x)y=0\,\!}。
假設解答的形式可以展開為一個漸近級數：
{\displaystyle y(x)\sim \exp \left[{\frac {1}{\delta }}\sum _{n=0}^{\infty }\delta ^{n}S_{n}(x)\right]\,\!}。
將這擬設代入微分方程式。然後约去相同指數函數因子。又取{\displaystyle \delta \rightarrow 0\,\!}的極限。這樣，就可以從{\displaystyle S_{0}(x)\,\!}開始，一個一個的解析這漸近級數的每一個項目{\displaystyle S_{n}(x)\,\!}。
通常{\displaystyle y(x)\,\!}的漸近級數會發散。當{\displaystyle n\,\!}大於某值後，一般項目{\displaystyle \delta ^{n}S_{n}(x)\,\!}會開始增加。因此WKB近似法造成的最小誤差，約是最後包括項目的數量級。

## 數學例子
設想一個二階齊次線性微分方程式
{\displaystyle \epsilon ^{2}{\frac {d^{2}y}{dx^{2}}}=Q(x)y\,\!}；
其中，{\displaystyle Q(x)\neq 0\,\!}。
猜想解答的形式為
{\displaystyle y(x)=\exp \left[{\frac {1}{\delta }}\sum _{n=0}^{\infty }\delta ^{n}S_{n}(x)\right]\,\!}。
將猜想代入微分方程式，可以得到
{\displaystyle \epsilon ^{2}\left[{\frac {1}{\delta ^{2}}}\left(\sum _{n=0}^{\infty }\delta ^{n}S_{n}'\right)^{2}+{\frac {1}{\delta }}\sum _{n=0}^{\infty }\delta ^{n}S_{n}''\right]=Q(x)\,\!}。
取{\displaystyle \delta \rightarrow 0\,\!}的極限，最重要的項目是
{\displaystyle {\frac {\epsilon ^{2}}{\delta ^{2}}}S_{0}'^{2}\sim Q(x)\,\!}。
我們可以察覺，{\displaystyle \delta \,\!}必須與{\displaystyle \epsilon \,\!}成比例。設定{\displaystyle \delta =\epsilon \,\!}，則{\displaystyle \epsilon \,\!}的零次冪項目給出
{\displaystyle \epsilon ^{0}:\qquad S_{0}'^{2}=Q(x)\,\!}。
我們立刻認出這是程函方程。解答為
{\displaystyle S_{0}(x)=\pm \int _{x_{0}}^{x}{\sqrt {Q(t)}}\,dt\,\!}。
檢查{\displaystyle \epsilon \,\!}的一次冪項目給出
{\displaystyle \epsilon ^{1}:\qquad 2S_{0}'S_{1}'+S_{0}''=0\,\!}。
這是一個一維傳輸方程式。解答為
{\displaystyle S_{1}(x)=-{\frac {1}{4}}\ln \left(Q(x)\right)+k_{1}\,\!}；
其中，{\displaystyle k_{1}\,\!}是任意常數。
我們現在有一對近似解（因為{\displaystyle S_{0}\,\!}可以是正值或負值）。一般的一階WKB近似解是這一對近似解的線性組合：
{\displaystyle y(x)\approx c_{1}Q^{-{\frac {1}{4}}}(x)\exp \left[{\frac {1}{\epsilon }}\int _{x_{0}}^{x}{\sqrt {Q(t)}}dt\right]+c_{2}Q^{-{\frac {1}{4}}}(x)\exp \left[-{\frac {1}{\epsilon }}\int _{x_{0}}^{x}{\sqrt {Q(t)}}dt\right]\,\!}。
檢查{\displaystyle \epsilon \,\!}的更高冪項目（{\displaystyle n>2\,\!}）可以給出：
{\displaystyle 2S_{0}'S_{n}'+S''_{n-1}+\sum _{j=1}^{n-1}S'_{j}S'_{n-j}=0\,\!}。

## 薛丁格方程式的近似解
解析一個量子系統的薛丁格方程式，WKB近似涉及以下步驟：
1. 將波函數重寫為一個指數函數，
2. 將這指數函數代入薛丁格方程式，
3. 展開指數函數的參數為約化普朗克常數的冪級數，
4. 匹配約化普朗克常數同次冪的項目，會得到一組方程式，
5. 解析這些方程式，就會得到波函數的近似。

一維不含時薛丁格方程式為
{\displaystyle -{\frac {\hbar ^{2}}{2m}}{\frac {\mathrm {d} ^{2}}{\mathrm {d} x^{2}}}\psi (x)+V(x)\psi (x)=E\psi (x)\,\!}；
其中，{\displaystyle \hbar \,\!}是約化普朗克常數，{\displaystyle m\,\!}是質量，{\displaystyle x\,\!}是坐標，{\displaystyle V(x)\,\!}是位勢，{\displaystyle E\,\!}是能量，{\displaystyle \psi \,\!}是波函數。
稍加編排，重寫為
{\displaystyle \hbar ^{2}{\frac {\mathrm {d} ^{2}}{\mathrm {d} x^{2}}}\psi (x)=2m\left(V(x)-E\right)\psi (x)\,\!}。(1)
假設波函數的形式為另外一個函數{\displaystyle \phi \,\!}的指數（函數{\displaystyle \phi \,\!}與作用量有很密切的關係）：
{\displaystyle \psi (x)=e^{\phi (x)/\hbar }\,\!}。
代入方程式(1)，
{\displaystyle \hbar \phi ''(x)+\left[\phi '(x)\right]^{2}=2m\left(V(x)-E\right)\,\!}；(2)
其中，{\displaystyle \phi '\,\!}表示{\displaystyle \phi \,\!}隨著{\displaystyle x\,\!}的導數。
{\displaystyle \phi '\,\!}可以分為實值部分與虛值部分。設定兩個函數{\displaystyle A(x)\,\!}與{\displaystyle B(x)\,\!}：
{\displaystyle \phi '(x)=A(x)+iB(x)\,\!}。
注意到波函數的波幅是{\displaystyle \exp \left[\int ^{x}A(x')dx'/\hbar \right]\,\!}，相位是{\displaystyle \int ^{x}B(x')dx'/\hbar \,\!}。將{\displaystyle \phi '\,\!}的代表式代入方程式(2)，分別匹配實值部分、虛值部分，可以得到兩個方程式：
{\displaystyle \hbar A'(x)+A(x)^{2}-B(x)^{2}=2m\left(V(x)-E\right)\,\!}，(3)
{\displaystyle \hbar B'(x)+2A(x)B(x)=0\,\!}。(4)

### 半經典近似
將{\displaystyle A(x)\,\!}與{\displaystyle B(x)\,\!}展開為{\displaystyle \hbar \,\!}的冪級數：
{\displaystyle A(x)=\sum _{n=0}^{\infty }\hbar ^{n}A_{n}(x)\,\!}，
{\displaystyle B(x)=\sum _{n=0}^{\infty }\hbar ^{n}B_{n}(x)\,\!}。
將兩個冪級數代入方程式(3)與(4)。{\displaystyle \hbar \,\!}的零次冪項目給出：
{\displaystyle A_{0}(x)^{2}-B_{0}(x)^{2}=2m\left(V(x)-E\right)\,\!}，
{\displaystyle A_{0}(x)B_{0}(x)=0\,\!}。
假若波幅變化地足夠慢於相位（{\displaystyle A_{0}(x)\ll B_{0}(x)\,\!}），那麼，我們可以設定
{\displaystyle A_{0}(x)=0\,\!}，
{\displaystyle B_{0}(x)=\pm {\sqrt {2m\left(E-V(x)\right)}}\,\!}。
只有當{\displaystyle E\geq V(x)\,\!}的時候，這方程式才成立。經典運動只會允許這種狀況發生。
更精確一點，{\displaystyle \hbar \,\!}的一次冪項目給出：
{\displaystyle A_{0}'+2A_{0}A_{1}-2B_{0}B_{1}=-2B_{0}B_{1}=0\,\!}，
{\displaystyle B_{0}'+2A_{0}B_{1}+2B_{0}A_{1}=B_{0}'+2B_{0}A_{1}=0\,\!}。
所以，
{\displaystyle B_{1}=0\,\!}，
{\displaystyle A_{1}=-{\frac {B_{0}'}{2B_{0}}}={\frac {d}{dx}}lnB_{0}^{-1/2}\,\!}。
波函數的波幅是
{\displaystyle \exp \left[\int ^{x}A(x')dx'/\hbar \right]={\frac {1}{\sqrt {B_{0}}}}\,\!}。
定義動量{\displaystyle p(x)={\sqrt {2m\left(E-V(x)\right)}}\,\!}，則波函數的近似為
{\displaystyle \psi (x)\approx {\cfrac {C_{\pm }}{\sqrt {p(x)}}}e^{\pm i\int _{x_{0}}^{x}p(x')\mathrm {d} x'/\hbar }\,\!}；(5)
其中，{\displaystyle C_{+}\,\!}和{\displaystyle C_{-}\,\!}是常數，{\displaystyle x_{0}\,\!}是一個任意參考點的坐標。
換到另一方面，假若相位變化地足夠慢於波幅（{\displaystyle B_{0}(x)\ll A_{0}(x)\,\!}），那麼，我們可以設定
{\displaystyle A_{0}(x)=\pm {\sqrt {2m\left(V(x)-E\right)}}\,\!}，
{\displaystyle B_{0}(x)=0\,\!}。
只有當{\displaystyle V(x)\geq E\,\!}的時候，這方程式才成立。經典運動不會允許這種狀況發生。只有在量子系統裏，才會發生這種狀況，稱為量子穿隧效應。類似地計算，可以求得波函數的近似為
{\displaystyle \psi (x)\approx {\frac {C_{\pm }}{\sqrt {p(x)}}}e^{\pm \int _{x_{0}}^{x}p(x')\mathrm {d} x'/\hbar }\,\!}；(6)
其中，{\displaystyle p(x)={\sqrt {2m\left(V(x)-E\right)}}\,\!}。

### 連接公式
顯而易見地，我們可以從分母觀察出來，在經典轉向點{\displaystyle E=V(x)\,\!}，這兩個近似方程式(5)和(6)會發散，無法表示出物理事實。我們必須正確地找到波函數在經典轉向點的近似解答。設定{\displaystyle x_{1}<x<x_{2}\,\!}是經典運動允許區域。在這區域內，{\displaystyle E>V(x)\,\!}，波函數呈振動形式。其它區域{\displaystyle x<x_{1}\,\!}和{\displaystyle x_{2}<x\,\!}是經典運動不允許區域，波函數呈指數遞減形式。假設在經典轉向點附近，位勢足夠的光滑，可以近似為線性函數。更詳細地說，在點{\displaystyle x_{2}\,\!}附近，將  {\displaystyle {\frac {2m}{\hbar ^{2}}}\left(V(x)-E\right)\,\!}展開為一個冪級數：
{\displaystyle {\frac {2m}{\hbar ^{2}}}\left(V(x)-E\right)=U_{1}(x-x_{2})+U_{2}(x-x_{2})^{2}+\cdots \,\!}；
其中，{\displaystyle U_{1},\,U_{2},\,\cdots \,\!}是常數值係數。
取至一階，方程式(1)變為
{\displaystyle {\frac {\mathrm {d} ^{2}}{\mathrm {d} x^{2}}}\psi (x)=U_{1}(x-x_{2})\psi (x)\,\!}。
這微分方程式稱為艾里方程式，其解為著名的艾里函數：
{\displaystyle \psi (x)=C_{2A}{\textrm {Ai}}\left({\sqrt[{3}]{U_{1}}}(x-x_{2})\right)+C_{2B}{\textrm {Bi}}\left({\sqrt[{3}]{U_{1}}}(x-x_{2})\right)\,\!}。
匹配艾里函數和在{\displaystyle x<x_{2}\,\!}的波函數，在{\displaystyle x_{2}<x\,\!}的波函數，經過一番繁雜的計算，可以得到在{\displaystyle x_{2}\,\!}附近的連接公式（connection formula）：
{\displaystyle \psi (x)={\begin{cases}{\cfrac {2C_{2}}{\sqrt {p(x)}}}\sin \left({\cfrac {1}{\hbar }}\int _{x}^{x_{2}}p(x')dx'+{\cfrac {\pi }{4}}\right)&{\mbox{if }}x<x_{2}\\{\cfrac {C_{2}}{\sqrt {|p(x)|}}}\exp \left(-\int _{x_{2}}^{x}|p(x')|dx'/{\hbar }\right)&{\mbox{if }}x_{2}<x\end{cases}}\,\!} 。
類似地，也可以得到在{\displaystyle x_{1}\,\!}附近的連接公式：
{\displaystyle \psi (x)={\begin{cases}{\cfrac {C_{1}}{\sqrt {|p(x)|}}}\exp \left(-\int _{x}^{x_{1}}|p(x')|dx'/{\hbar }\right)&{\mbox{if }}x<x_{1}\\{\cfrac {2C_{1}}{\sqrt {p(x)}}}\sin \left({\cfrac {1}{\hbar }}\int _{x_{1}}^{x}p(x')dx'+{\cfrac {\pi }{4}}\right)&{\mbox{if }}x_{1}<x\end{cases}}\,\!} 。

### 量子化規則
在經典運動允許區域{\displaystyle x_{1}<x<x_{2}\,\!}內的兩個連接公式也必須匹配。設定角變量
{\displaystyle \theta _{1}=-{\frac {1}{\hbar }}\int _{x_{1}}^{x}p(x')dx'-{\frac {\pi }{4}}\,\!}，
{\displaystyle \theta _{2}=~{\frac {1}{\hbar }}\int _{x}^{x_{2}}p(x')dx'+{\frac {\pi }{4}}\,\!}，
{\displaystyle \alpha =\int _{x_{1}}^{x_{2}}p(x)dx/\hbar \,\!}。
那麼，
{\displaystyle \alpha =\theta _{2}-\theta _{1}-\pi /2\,\!}，
{\displaystyle -C_{1}\sin \theta _{1}=C_{2}\sin \theta _{2}=C_{2}\sin(\theta _{1}+\alpha +\pi /2)\,\!}。
立刻，我們可以認定{\displaystyle |C_{1}|=|C_{2}|\,\!}。匹配相位，假若{\displaystyle C_{1}=C_{2}\,\!}，那麼，
{\displaystyle \alpha +\pi /2=(2m-1)\pi ,\qquad m=1,\,2,\,3,\,\dots \,\!}。
所以，
{\displaystyle \alpha =(2m-3/2)\pi ,\qquad m=1,\,2,\,3,\,\dots \,\!}。
假若{\displaystyle C_{1}=-C_{2}\,\!}，那麼，
{\displaystyle \alpha +\pi /2=2m\pi ,\qquad m=1,\,2,\,3,\,\dots \,\!}。
所以，
{\displaystyle \alpha =(2m-1/2)\pi ,\qquad m=1,\,2,\,3,\,\dots \,\!}。
總結，量子系統必須滿足量子化守則：
{\displaystyle \int _{x_{1}}^{x_{2}}p(x)dx=(n-1/2)\pi \hbar ,\qquad n=1,\,2,\,3,\,\dots \,\!}。

### 範例
考慮一個量子諧振子系統，一個質量為{\displaystyle m\,\!}的粒子，運動於諧振位勢{\displaystyle V(x)={\frac {1}{2}}m\omega ^{2}x^{2}\,\!}；其中，{\displaystyle \omega \,\!}是角頻率。求算其本徵能級{\displaystyle E_{n}\,\!}？
能量為{\displaystyle E\,\!}的粒子，其運動的古典轉向點{\displaystyle x_{t}\,\!}為
{\displaystyle E={\frac {1}{2}}m\omega ^{2}x_{t}^{2}\,\!}。
所以，
{\displaystyle x_{t}=\pm {\sqrt {\frac {2E}{m\omega ^{2}}}}\,\!}。
粒子的動量為
{\displaystyle p(x)={\sqrt {2m\left(E-{\frac {1}{2}}m\omega ^{2}x^{2}\right)}}\,\!}。
將這些變量代入量子化守則：
{\displaystyle \int _{-2E/m\omega ^{2}}^{2E/m\omega ^{2}}\,{\sqrt {2m\left(E-{\frac {1}{2}}m\omega ^{2}x^{2}\right)}}\,dx=(n-1/2)\pi \hbar ,\qquad n=1,\,2,\,3,\,\dots \,\!}。
經過一番運算，可以得到本徵能量
{\displaystyle E_{n}=(n-1/2)\omega \hbar ,\qquad n=1,\,2,\,3,\,\dots \,\!}。
藉由以上之計算，發現近似解與精確解完全一樣。

## 參閱
- 微擾理論 (量子力學)
- 量子穿隧效應
- 舊量子論

### 現代文獻
1. 1 2  Griffiths, David J. . Prentice Hall. 2004. ISBN 0-13-111892-7.

- Liboff, Richard L. . Addison-Wesley. 2003. ISBN 0-8053-8714-5.
- Sakurai, J. J. . Addison-Wesley. 1993. ISBN 0-201-53929-2.
- Bender, Carl; Orszag, Steven. . McGraw-Hill. 1978. ISBN 0-07-004452-X.

### 歷史文獻
- Jeffreys, Harold. . Proceedings of the London Mathematical Society. 1924, 23: 428–436  [2008-11-19]. （原始内容存档于2013-05-03）.
- Brillouin, Léon. . Comptes Rendus de l'Academie des Sciences. 1926, 183: 24–26.
- Kramers, Hendrik A. . Zeitschrift der Physik. 1926, 39: 828–840.[永久]
- Wentzel, Gregor. . Zeitschrift der Physik. 1926, 38: 518–529.[永久]